# Wilfrid II. von York
Wilfrid II. († um 744) war in den Jahren 718 bis 732 Bischof von York.
Wilfrid löste den Heiligen John von Beverley im Amt ab, der zurückgetreten war, um sich ins Kloster zurückzuziehen. Wilfrid sorgte dafür, dass die Liturgie in der Kathedrale von York möglichst prachtvoll gestaltet wurde, so schmückte er den Altar der Kirche mit Silbergefäßen und ließ Altar und Kreuz mit silbernem und goldenem Laub versehen. Dies dürfte als Aufwertung des eigenen Bistums zu verstehen sein, wobei sich der Erzbischof von Canterbury allerdings zu Lebzeiten Wilfrids noch beharrlich weigerte, York eine Rangerhöhung zum Erzbistum zuzugestehen. Dies erfolgte erst unter Wilfrids Nachfolger Egbert im Jahr 735.